# Jerzy Edward Fiett
Jerzy Edward Fiett (ur. 11 sierpnia 1928 w Komorowie, zm. 7 kwietnia 2021 w Warszawie) – polski taternik, wioślarz, współtwórca pierwszego polskiego komputera XYZ, pracownik Instytutu Maszyn Matematycznych oraz dyrektor Przemysłowego Instytutu Telekomunikacji.

## Życiorys
Urodził się w rodzinie wojskowej. W 1939 roku jego ojciec mjr Edward Wiktor Fiett (1898–1951) był dowódcą III batalionu 9 Pułku Piechoty Legionów (9 pp Leg.). 
W czasie II wojny światowej wraz ze swoim starszym bratem Włodzimierzem ukrywał się na wsi, ponieważ ich ojciec, będący komendantem Obwodu Opatów Armii Krajowej, był poszukiwany przez Gestapo. Uczył się na tajnych kompletach i w 1946 roku zdał maturę w VI Liceum Ogólnokształcącym im. Tadeusza Reytana w Warszawie. 
Po wojnie pracował jako robotnik w fabryce akumulatorów w wyzwolonym Gdańsku.  W 1945 roku, po wejściu Armii Czerwonej na ziemie polskie, jego ojciec został aresztowany przez NKWD i osadzony przez władze sowieckie w gułagu na Półwyspie Kolskim w ZSRR. Jako dziecko „wrogiego elementu kontrrewolucyjnego” przez kilka lat nie mógł się dostać na studia wyższe. 

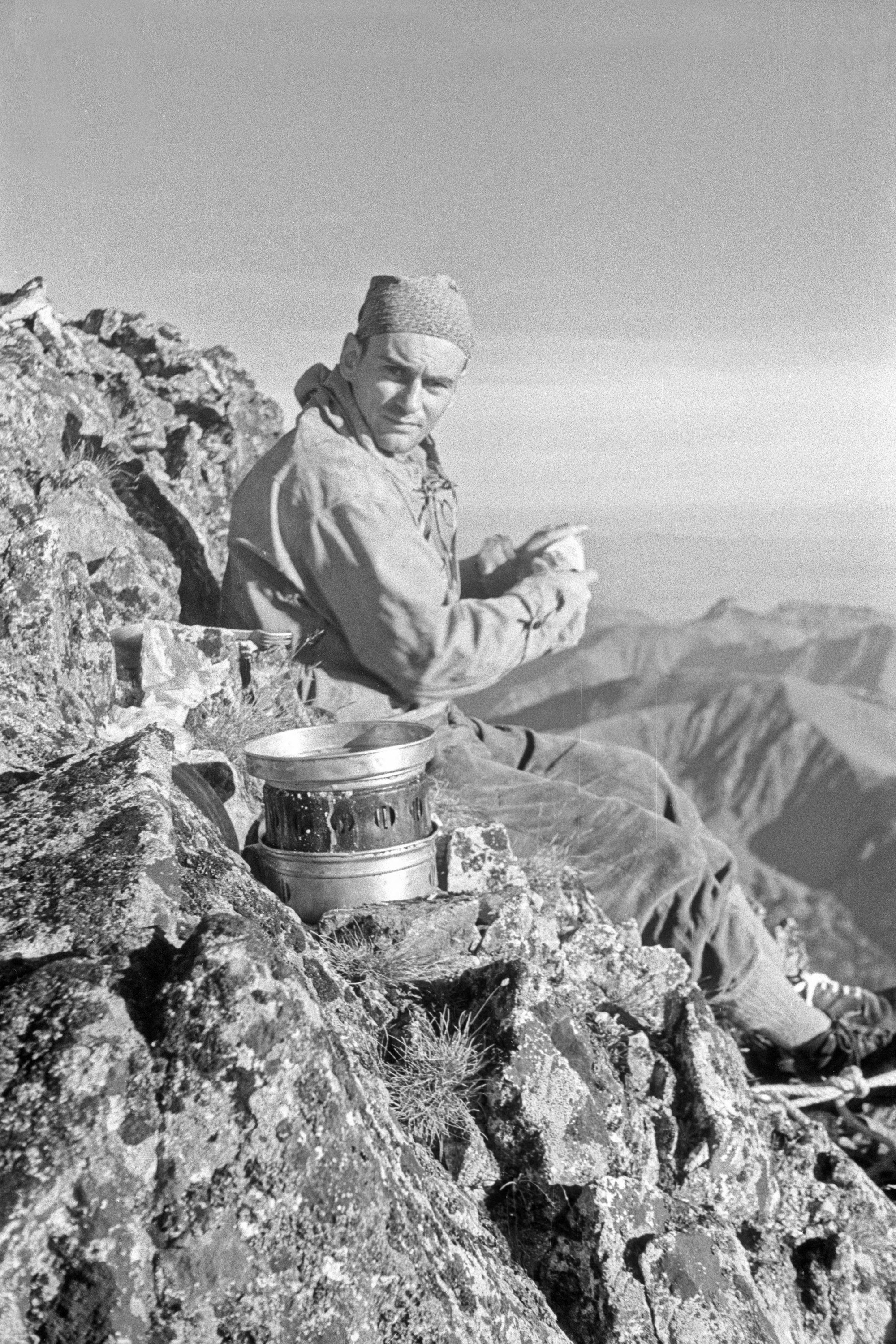
Jerzy Fiett, Krywań–Tatry Wysokie (1958)

W młodości czynnie uprawiał wioślarstwo i taternictwo, a później wiele lat narciarstwo, turystykę górską pieszą i narciarską. W latach 1961–1963 był prezesem Zarządu Głównego Klubu Wysokogórskiego, a następnie aktywnym członkiem Polskiego Związku Alpinizmu.
Absolwent Wydziału Elektroniki Politechniki Warszawskiej – dyplom mgr. inż. w 1952 roku W latach 1950–1953 asystent w Katedrze Fizyki Politechniki Warszawskiej, w latach 1954–1963 pracownik Zakładu Aparatów Matematycznych Państwowego Instytutu Matematycznego PAN, a następnie Instytutu Maszyn Matematycznych (IMM). W latach 1957–1959 był kierownikiem Zakładu Maszyn Specjalnych IMM, a od 1959 do 1962 roku pełnił funkcję zastępcy dyrektora ds. naukowych. Jednocześnie w latach 1957–1963 kierował pracami nad przelicznikiem kierowania ogniem artylerii przeciwlotniczej (od 1962 do 1963 roku jako kierownik działu przeliczników). Pod jego kierunkiem opracowano i wykonano prototyp oraz przeprowadzono badania przelicznika artyleryjskiego P-1, z procesorem zrealizowanym na ferrytowo-diodowych układach logicznych. 
Był członkiem kilkuosobowej grupy, która w 1958 roku pod kierunkiem doc. dr. Leona Łukaszewicza zaprojektowała i uruchomiła pierwszą w Polsce udaną elektroniczną maszynę cyfrową XYZ. Kierował pracami nad organizacją (architekturą) oraz wykonaniem i przekazywaniem dokumentacji technicznej dla zbudowanej w oparciu o XYZ maszyny ZAM-2, która została wyprodukowana w kilkunastu egzemplarzach w Zakładzie Produkcji Doświadczalnej Maszyn Matematycznych.
W latach 1957–1962 prowadził wykłady na temat maszyn matematycznych dla studentów automatyki na Wydziale Elektroniki Politechniki Warszawskiej. W roku 1963 przebywał na półrocznym stażu naukowym w University Mathematical Laboratory Uniwersytetu w Cambridge.
W 1964 roku przeniósł się wraz z grupą elektroników i programistów, zajmującą się komputerowymi systemami czasu rzeczywistego, do Przemysłowego Instytutu Telekomunikacji (PIT). Utworzony tam na bazie tej grupy Zakład Techniki Cyfrowej podjął intensywny rozwój aplikacji techniki cyfrowej w radiolokacji oraz tworzenie nowego w kraju kierunku cyfrowego przetwarzania informacji radiolokacyjnej i komputerowych systemów kierowania i dowodzenia.
W PIT zatrudniony był kolejno na stanowiskach kierownika Pracowni Systemów, kierownika Zakładu Techniki Cyfrowej, zastępcy dyrektora PIT do spraw badawczych i Dyrektora Naczelnego PIT (1975–1991). Od 1968 roku samodzielny pracownik naukowo-badawczy, od 1973 docent w PIT. 
W ostatnich latach pracy w PIT był projektantem wiodącym zautomatyzowanego systemu przetwarzania i zobrazowania informacji o sytuacji powietrznej TU-20L dla kontroli lotów w rejonie lotniska (kontrola zbliżania i lądowania), wdrożonego do produkcji i eksploatowanego od 2000 r. na polskich lotniskach wojskowych.
W latach 1972–1975 członek Komitetu Informatyki PAN, a w latach 1987–1989 Komitetu Elektroniki i Telekomunikacji PAN. Zasiadał przez dwie kadencje w Radzie Głównej Nauki, Szkolnictwa Wyższego i Techniki. Był autorem artykułów i referatów z dziedziny problematyki naukowej i technicznej maszyn matematycznych (w tym automatycznego projektowania) oraz systemów kierowania i kontroli w przestrzeni powietrznej, publikowanych w czasopismach, wydawnictwach książkowych oraz wygłaszanych na konferencjach naukowo-technicznych.